# Agromyza flava
Agromyza flava är en tvåvingeart som först beskrevs av Johann Wilhelm Meigen 1830.  Agromyza flava ingår i släktet Agromyza och familjen gulflugor. Inga underarter finns listade i Catalogue of Life.